# Giant's Ring

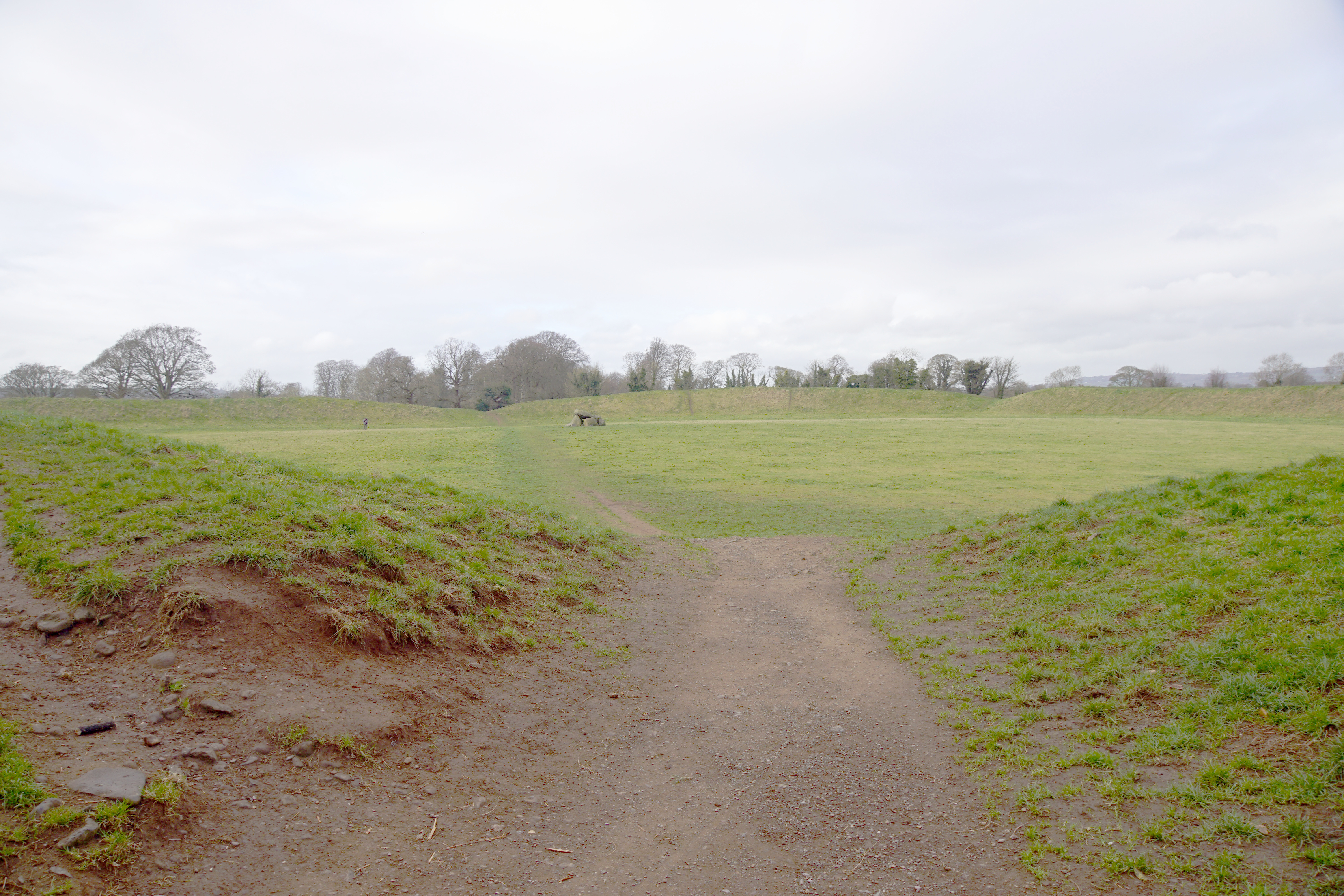
Giant's Ring: in het midden van de cirkel bevindt zich het ganggraf.

De Giant's Ring een henge met de resten van een ganggraf uit het neolithicum, gelegen in Ballynahatty, County Down nabij Shaw's Bridge, circa 6,4 km vanaf Belfast in Noord-Ierland.

## Geschiedenis
De Giant's Ring werd rond 2700 v.Chr. aangelegd nabij een doorwaadbare plaats in de rivier de Lagan. Deze locatie is op basis van gevonden potscherven zeker enige honderden jaren in gebruik geweest, vermoedelijk als plaats met een belangrijke ceremoniële functie. In de omgeving van de Giant's Ring werden zeker al tien graven gevonden.
In 1841 liet de viscount Dungannon een muur bouwen rondom de Giant's Ring om deze te beschermen. In deze ommuring zijn twee plaquettes aangebracht.
De tekst op de plaquette aan de buitenzijde leest:
This wall for the protection of the Giant's Ring was erected A.D. MDCCCXLI by Arthur Viscount Dungannon [on whose] estate this singular relique of is situated and who earnestly recommemends it to the care of his successors
 (vrij vertaald: "Deze muur is opgericht ter bescherming van de Giant's Ring in 1841 door Arhur viscount Dungannon op wiens land dit unieke reliek zich bevindt en wie dit aanbeveelt aan de zorg van zijn opvolgers")

De tekst op de plaquette aan de binnenzijde leest: 
This tablet is erected to commemorate the visit to the Giant's Ring of Sophia Viscountess Dungannon on Friday April IV MDCCCLVI as well as the cordial and affectionate manner in which she was received and welcomed by the adjacent tenantry on that occasion 
(vrij vertaald: "Deze plaquette is opgericht ter herinnering aan het bezoek aan de Giant's Ring door Sophia Viscountess Dungannon op vrijdag 4 april 1856 alsmede ter herinnering aan de vriendelijke en geliefde wijze waarop zij bij deze gelegenheid welkom geheten werd door de aangrenzende huurders")

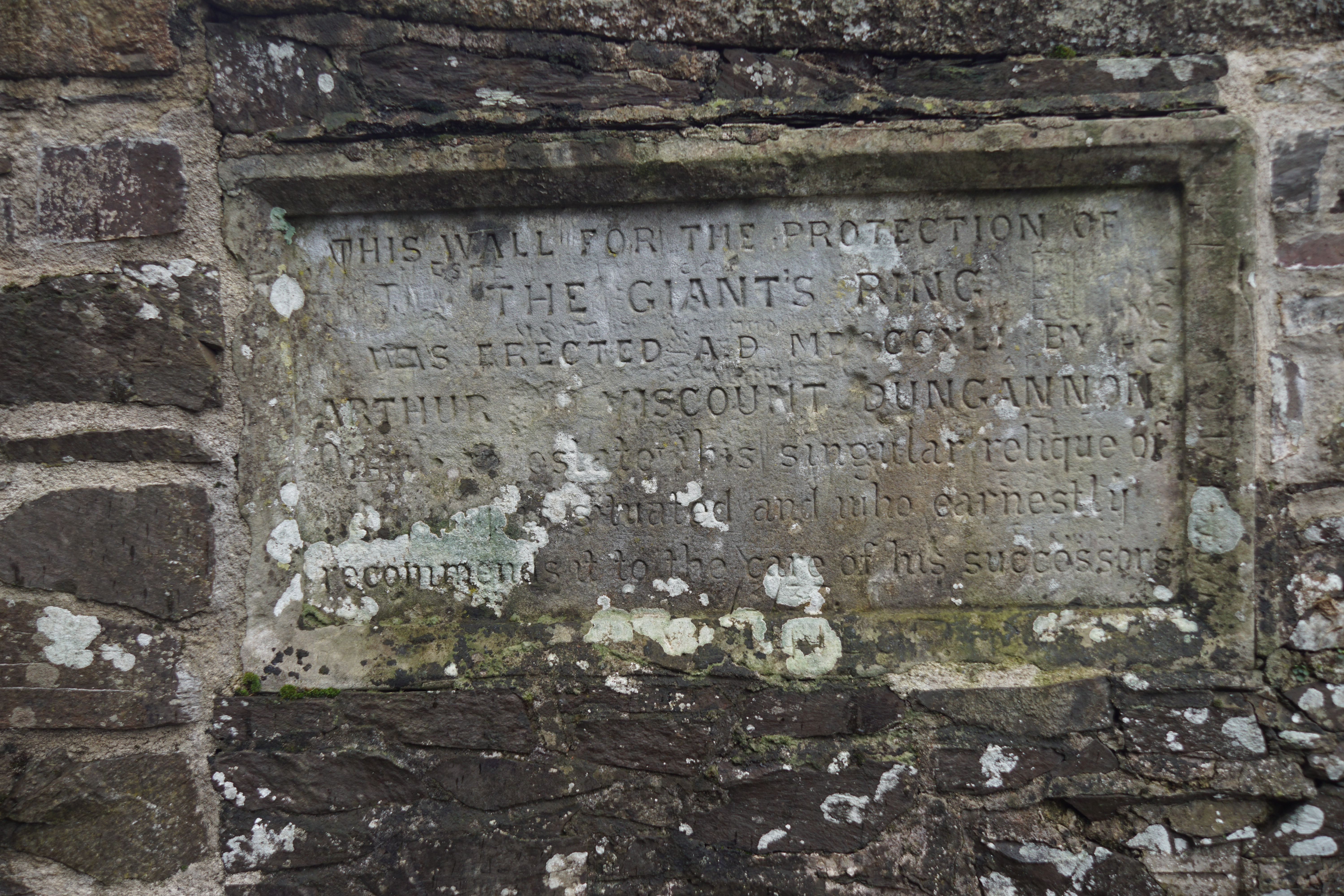
Plaquette uit 1841
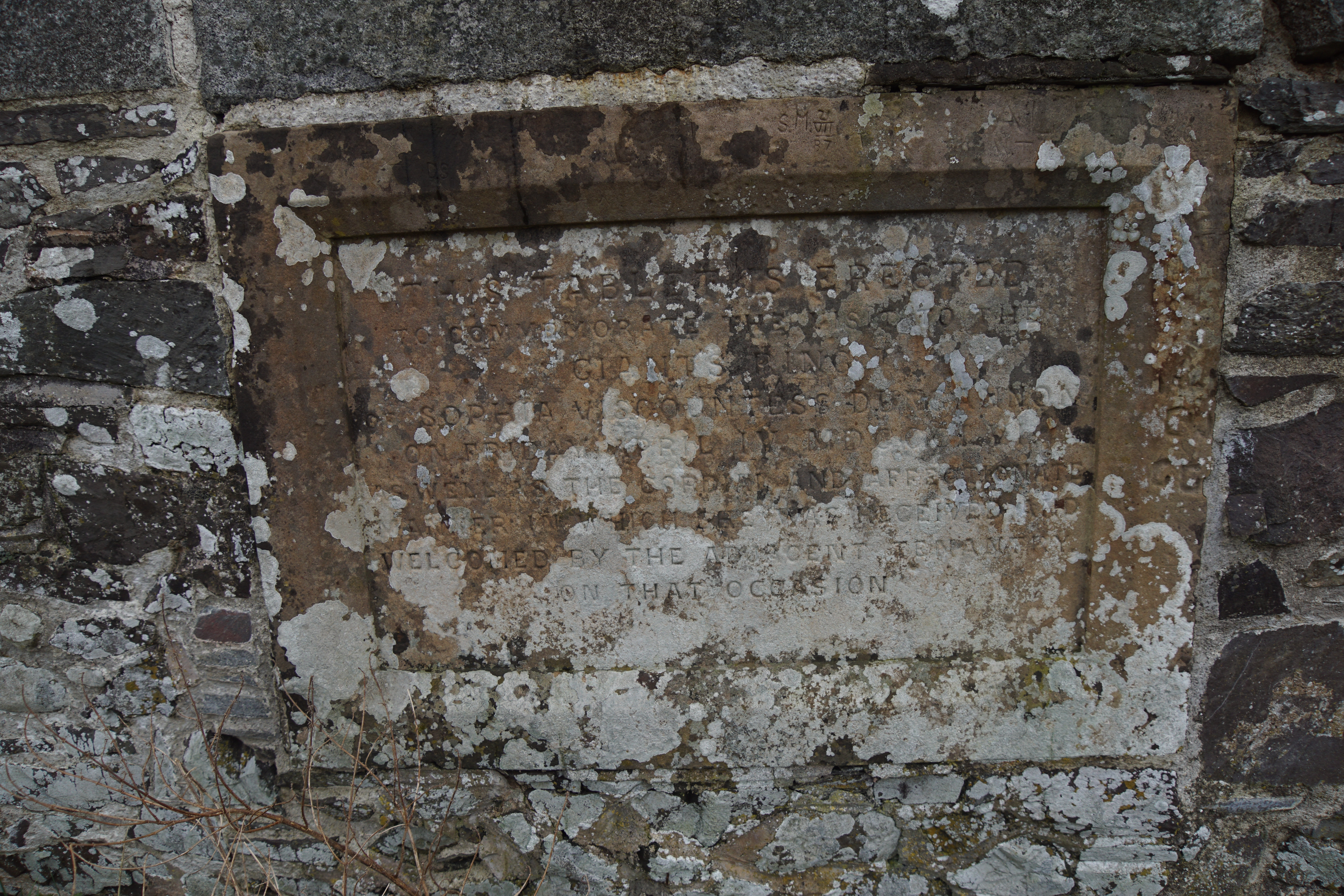
Plaquette uit 1856

## Beschrijving

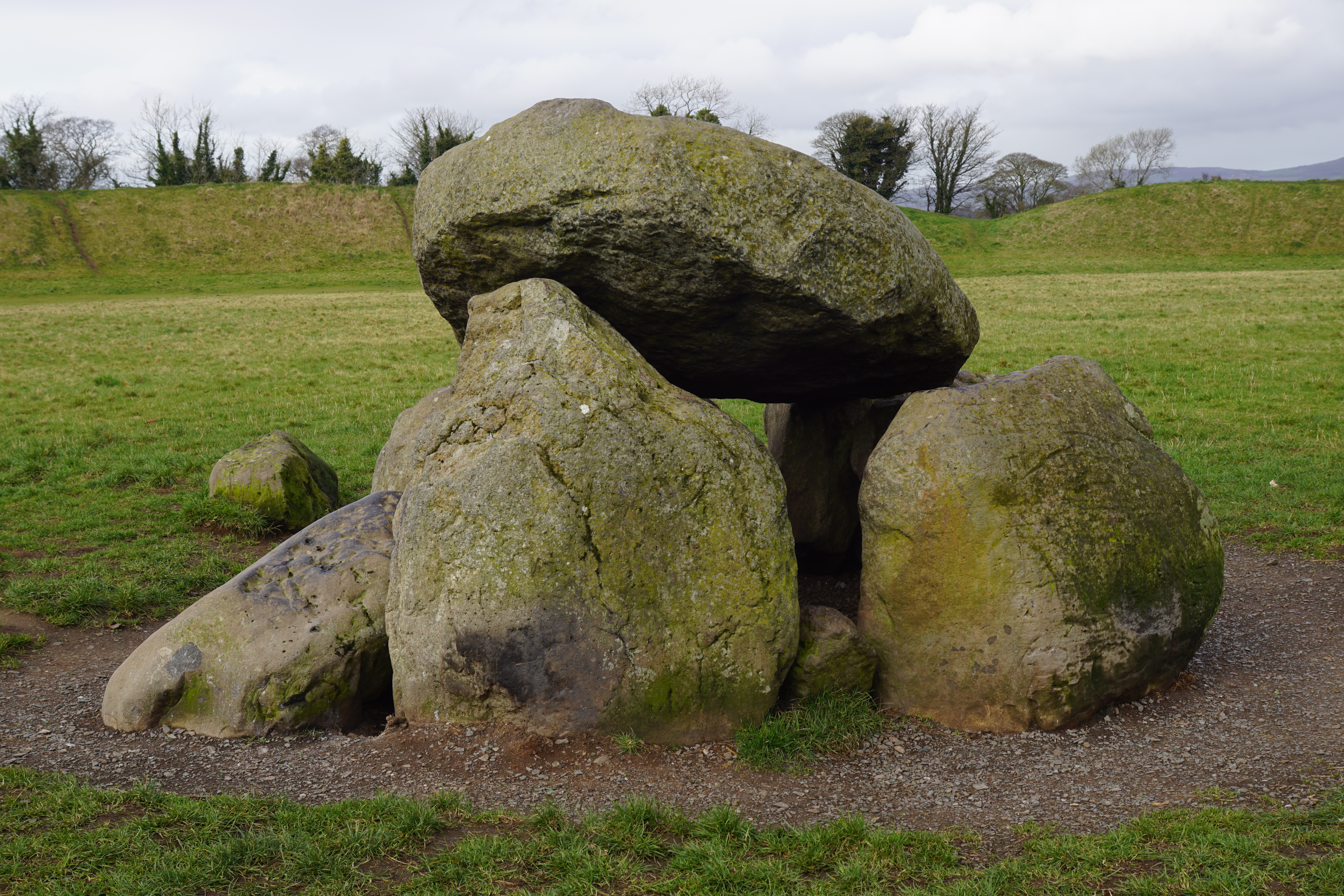
Het ganggraf vanuit het oosten.

De Giant's Ring is een door aarden wallen omringde cirkel met een diameter van 180 meter op een oppervlakte van 2,8 hectare. De aarden wal is 3,6 meter hoog en 1,8 meter breed. Aan de binnenzijde bevindt zich een greppel. Op luchtfoto's zijn tussen deze wal en het centrum van de ring drie ringen te zijn, vermoedelijk stonden daar grote houten palen. Er zijn in de 21e eeuw vijf openingen door de aarden wal, waar er maar een of twee origineel van zijn.
In het midden van deze cirkel bevinden zich de grote stenen van een ganggraf waarvan de opening zich aan de westzijde bevindt. De tombe wordt gevormd door vijf rechtstaande stenen en een deksteen. Oorspronkelijk lag er een heuvel van aarde en stenen overheen om een graftombe te vormen.

## Beheer
De Giant's Ring is een State Care Monument.